# Bundespatentgericht (Schweiz)
Das Bundespatentgericht (BPatGer; französisch Tribunal fédéral des brevets, italienisch Tribunale federale dei brevetti, rätoromanisch Tribunal federal da patentas, englisch Federal Patent Court) wurde durch das Patentgerichtsgesetz (PatGG) vom 20. März 2009 geschaffen und hat seine Tätigkeit als erstinstanzliches Zivilgericht in Patentsachen am 1. Januar 2012 in St. Gallen aufgenommen.
Erster Präsident des Gerichtes war bis 31. Dezember 2017 Dieter Brändle, seit 1. Januar 2018 Mark Schweizer, zweiter hauptamtliche Richter ist Tobias Bremi. Daneben gehören dem Gericht 23 Richter und sechs Richterinnen mit technischer Ausbildung sowie 11 Richter und eine Richterin mit juristischer Ausbildung im Nebenamt an.
Für die Wahl der Mitglieder des Bundespatentgerichts (Wahlorgan, Wählbarkeit, Amtsdauer, Unvereinbarkeit mit anderen Tätigkeiten, Wahlverfahren) gelten weitgehend analoge Bestimmungen wie für die Wahlen in das Bundesgericht, mit folgenden Abweichungen: Während für die Wahl in das Bundesgericht formell keine fachlichen Voraussetzungen verlangt werden (in der Praxis ist allerdings jeder Kandidat Jurist), ist für Richter des Bundespatentgerichts eine juristische und technische Ausbildung vorgeschrieben (Art. 8 PatGG). Der Präsident wird durch die Vereinigte Bundesversammlung für eine Amtsdauer von sechs Jahren (Bundesgericht: zwei Jahre) gewählt; die Wahl des Vizepräsidenten obliegt anders als beim Bundesgericht nicht der Vereinigten Bundesversammlung, sondern dem Gesamtgericht (Art. 18 PatGG).
Das Bundespatentgericht ist in der Schweiz exklusiv zuständig für die Beurteilung von Klagen um die Rechtsbeständigkeit und der Verletzung von Patenten sowie Klagen auf Erteilung einer Patent-Lizenz. Ebenfalls ist es exklusiv zuständig für die Anordnung von vorsorglichen Massnahmen im Zusammenhang mit Patenten und für die Vollstreckung derartiger Entscheide. Auch für andere Zivilklagen, die im Sachzusammenhang mit Patenten stehen, insbesondere beispielsweise Klagen im Zusammenhang mit Lizenzverträgen oder im Zusammenhang mit der Berechtigung an Patenten, ist das Bundespatentgericht zuständig.
Das Gericht tagt in Dreier- oder Fünferbesetzung. Je nach Fragestellung werden dabei Richter mit unterschiedlichem Hintergrund ausgewählt.
Es gibt also für die Schweiz nur ein einziges national zuständiges erstinstanzliches Zivilgericht für Patentstreitigkeiten: das Bundespatentgericht.
Dieses ist dabei im Gegensatz zum deutschen System sowohl für die Frage der Verletzung als auch für die Frage der Rechtsbeständigkeit zuständig. Anschliessend an ein Urteil des Bundespatentgerichts gibt es nur eine einzige Rechtsmittelinstanz, nämlich das Bundesgericht. Der Instanzenzug ist also kurz, der Weg zu einem rechtskräftigen Urteil entsprechend schnell möglich. Er umfasst nämlich, im Gegensatz zu den meisten anderen Ländern, nur zwei und nicht drei Instanzen.
Im internationalen Vergleich bemerkenswert ist die Möglichkeit einen Patentverletzungsprozess in einer der drei Amtssprachen (das heisst in Deutsch, in Französisch oder in Italienisch) oder auch, mit Einverständnis der Parteien, auf Englisch zu führen. Diese Möglichkeit der Klageführung in allen drei Amtssprachen des europäischen Patentamtes (Deutsch, Französisch, Englisch) ist, zusammen mit der Tatsache, dass in der Gerichtsleitung eines Zivilgerichts in Patentsachen nicht nur ein juristischer, sondern auch ein technischer Richter seinen Sitz hat, eine europäische Neuheit und Alleinstellung.